# كارلوس سالدانا
كارلوس سالدانا (بالإنجليزية: Carlos Saldanha) هو مخرج ومنتج برازيلي ولد سنة 1965، ويخرج أفلامه من استديوهات بلو سكاي، من إخارجه العصر الجليدي (فيلم)،ريو (فيلم) وريو 2، وروبوتس، ومن أفضل إخراجاته عام 2018 هو فيلم فيرديناند (فيلم)

## حياته
- ولد سالدانا في 24 يوليو 1965 في ريو دي جانيرو، البرازيل، أحب الرسم من صغره، وعندما كبر درس في مدرسة الفن، مانهاتان وتعاقد مع استديوهات بلو سكاي سنة 1993.

## المسيرة المهنية

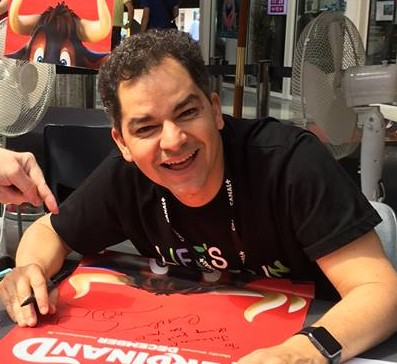
كارلوس في 2017

في 2002، أخرج الفيلم أيس أيج (بالإنجليزية: Ice Age) وهو الفيلم الذي ألهمه ليزيد منه أجزاءًا لاحقًا، وفي عام 2005 أنشأ فيلم روبوتس (بالإنجليزية: Robots)، بهذا الفيلم حطم رقمًا قياسيًا ومع 2006، أخرج فيلم أيس أيج 2:ذا ميلتداون (بالإنجليزية: Ice Age 2:The Meltdown) ولاحقا أخرج فيلمًا سنة 2009 وهو أيس أيج: داون أوف ذا ديناصورس (بالإنجليزية: Ice Age:The Dawn of the Dinosaurs) وبهذا ترك السلسلة ليكملها لاحقًا وفي عام 2011 فكر في إخراج فيلم تقع أحداثه في مسقط رأسه وهو ريو (بالإنجليزية: Rio), كل هذا الأفلام حققت له أرباح تقدر بـ484$ دولار أمريكي
في أكتوبر 2012، سالدانا عقد إتفاق مع تونتيث سينتشوري فوكس، مما ساعده على إتمام مسيرته مدةً أطول، في 2014، قرر إنشاء الجزء الثاني لفيلم مسقط رأسه وهو ريو 2 (بالإنجليزية: Rio 2)، وفي عام 2017 أنشأ فيلم مقتبس من رواية قصة فيرديناند وهو فيرديناند (بالإنجليزية: Ferdinand) واعتبر الفيلم الأشهر عنده حينها.

## أفلامه
هذه قائمة لأفلامه من إخراجه والبعض من إنتاجه:
| السنة | الفيلم                                                                                      | مخرج؟ |
| ----- | ------------------------------------------------------------------------------------------- | ----- |
| 1997  | آ سيمبل ويش (بالإنجليزية: A Simple Wish)                                                    |       |
| 1998  | بوني (بالإنجليزية: Bunny)                                                                   |       |
| 1999  | نادي القتال (بالإنجليزية: Fight Club)                                                       |       |
| 2002  | عصر الجليدي (بالإنجليزية: Ice Age)                                                          | نعم   |
| 2002  | غون نوتي (بالإنجليزية: Gone Nutty)                                                          | نعم   |
| 2005  | الآليين (بالإنجليزية: Robots)                                                               | نعم   |
| 2006  | عصر الجليد: ذا ميلتداون (بالإنجليزية: Ice Age: The Meltdown)                                | نعم   |
| 2006  | لا وقت للفستق (بالإنجليزية: No Time For Nuts)                                               |       |
| 2008  | هورتون يسمع من! (بالإنجليزية: Horton Hears A Who!)                                          |       |
| 2008  | سورفايفينغ سيد (بالإنجليزية: Surviving Sid)                                                 | نعم   |
| 2009  | العصر الجليدي: ظهور الديناصورات (بالإنجليزية: Ice Age: The Dawn of the Dinosaurs)           | نعم   |
| 2011  | Rio                                                                                         | نعم   |
| 2011  | سكارتز كونتينيتال كراك أب: الجزء الثاني (بالإنجليزية: Scart's Continental Crack up: Part 2) |       |
| 2012  | العصر الجليدي: إنحراف القارات (بالإنجليزية: Ice Age: Continental Drift)                     |       |
| 2014  | Rio 2                                                                                       | نعم   |
| 2014  | أحبك يا ريو (بالإنجليزية: Rio, I Love You)                                                  | نعم   |
| 2016  | العصر الجليدي: كوليشن كورس (بالإنجليزية: Ice Age: Collision Course)                         |       |
| 2017  | فيرديناند (فيلم)                                                                            | نعم   |

## الجوائز والترشيحات
- سينماكون أوورد (بالإنجليزية: CinemaCon Award) (الوحيدة التي فاز بها)

## وصلات خارجية
- كارلوس سالدانا على موقع IMDb (الإنجليزية)
- كارلوس سالدانا على موقع ألو سيني (الفرنسية)
- كارلوس سالدانا على موقع أول موفي (الإنجليزية)
- كارلوس سالدانا على موقع بوكس أوفيس موجو (الإنجليزية)
- كارلوس سالدانا على موقع قاعدة بيانات الأفلام السويدية (السويدية)
- كارلوس سالدانا على موقع قاعدة بيانات الفيلم (الإنجليزية)
- كارلوس سالدانا على موقع كينوبويسك (الروسية)